# Rosa Maria Llapart i Besalú
Rosa Maria Llapart i Besalú (Girona, 15 d'octubre de 1962) és una exjugadora i entrenadora catalana de bàsquet. Des de l'any 1973 va ser peça important en diverses fites assolides pel Bàsquet Club Palafrugell entre els anys 1982 i 1998. Va ser escollida millor esportista local l'any 1984, va formar part de la selecció gironina que es va enfrontar a la selecció espanyola l'any 1983 i l'any 1988 va rebre el trofeu a la màxima encistelladora de Primera Categoria Catalana. Així mateix, va col·laborar en el creixement del club entrenant durant moltes temporades diferents equips de base i formant part de la junta directiva des dels inicis del club. També va ser membre de la comissió organitzadora del 25è aniversari del BC Palafrugell.
El 1974 entra al BC Palafrugell jugant al campionat provincial de Catalunya fins a l'any 1983 en què queden campiones i pugen a Segona Catalana. El 1979 va quedar subcampiones del Trofeu Mateu Pell. L'any 1983 forma part de la selecció gironina que s'enfronta a la selecció espanyola i l'any següent l'equip del Palafrugell queda campió de la Segona Catalana i pugen a Primera. El mateix any va ser premiada com a millor esportista a la Nit de l'Esport de Palafrugell. Entre 1984 i 1992 competeixen a Primera Catalana. El 1988 va rebre el trofeu a la màxima encistelladora de Primera Catalana. El 1994 competeix per l'Associació Esportiva Begur i el 1997, amb el BC Palafrugell, queden campiones de Segona Catalana.
Com a entrenadora, va entrenar l'equip Júnior Femení (1984-1985) i el Juvenil Femení (1985-1986) del BC Palafrugell. Entre 1986 i 1988 va coordinar l'Escola de Bàsquet. El 2006 va entrenar el Premini mixt del BC Palafrugell. La temporada 2007-2008 va entrenar el Mini Masculí del mateix equip i va ser candidata a millor entrenadora local (Nit de l'Esport).